# Anna Jakab Rakovská
Anna Jakab Rakovská (* 1993, Prešov) je slovenská herečka.
Vystudovala gymnázium v Prešově. Poté začala studovat VŠMU v Bratislavě, kterou dokončila v roce 2017. Účinkovala ve Slovenském národném divadle, v Divadle Andreje Bagara a v Divadle Astorka. V roce 2019 byla nominovaná na cenu Slnko v sieti v kategorii Nejlepší herečka ve vedlejší roli ve filmu Tlumočník.
V roce 2018 si vzala svého přítele Róberta Jakaba a v roce 2020 se jim narodila dcera Agnes. V lednu 2022 se jim narodil syn Ondrej.

## Divadlo

### SND
- Božena Slančíková-Timrava a Daniel Majling: Bál
- Roald Dahl: Apartmán v hotelu Bristol
- Ľubomír Feldek: Ako sa Lomidrevo stal kráľom
- Daniel Majling: Labyrinty a raje Jána Amosa

### Divadlo Astorka
- N. V. Gogol: Revizor
- Arthur Miller: Pohled z mostu
- Peter Pavlac: Ľudácka prevýchova
- Thomas Vinterberg a Mogens Rukov: Komuna

### Divadlo Andreja Bagara
- Ondřej Sekora a Jakub Nvota: Ferdo Mravec
- Michael Cooney: Z rúčky do rúčky
- Eva Borušovičová: Štefánik - slnko v zatmení
- Lee Hall: Zaľúbený Shakespeare
- Duncan Macmillan: Ľudia, miesta a veci
- Honoré de Balzac: Otec Goriot
- Georges Feydeau: Dámský krejčí

## Filmografie

### Filmy
- 2017: Špína
- 2017: Všechno nebo nic
- 2018: Tlumočník
- 2022: Stand up
- 2023: A máme, co jsme chtěli
- 2023: Villa Lucia
- 2024: Fentasy
- 2024: Kavej
- 2025: Duchoň

### Seriály
- 2013: Kolonáda
- 2018: Oteckovia
- 2018: Jsem máma
- 2019: Kuchyňa
- 2019: Bodka
- 2019–2023: Kavej: Z východu na západ
- 2023: Dunaj, k vašim službám
- 2024: Pressburg
- 2025: Sľub